# 新井規矩雄
新井 規矩雄（あらい きくお、1943年12月11日 - ）は、埼玉県出身のプロゴルファー。
日高カントリークラブ所属。

## 経歴
生家は西武秩父線正丸駅から歩いて10分ほどのところにあり、新井家は広大な山林を所有して林業を営んでいた。
家業は高度成長期の追い風に乗り順調で、新井も中学校に入ると自ら父に申し出て、家業を手伝うようになる。3歳違いの姉と妹がおり、11歳下の弟が生まれたばかりの新井が「俺も山に行く」というと、父は手製の卵焼きの入った弁当を持って、新井をバイクの後ろに乗せて現場に行った。現場では十分な戦力になっており、木に梯子を掛けて最初の枝に掴まるとスイスイ上っていき、枝を落としたら隣の木の枝に乗り、鎌を使って下刈りなどの作業をした。
幼少期はひ弱な少年であったが、大自然の中でたくましく育っていき、新井家の所有地内にあった川に仕掛けを作ってウナギやヤマメを捕りまくった。枝を尻に敷いて斜面を滑り下りたり、竹を切ってきて弓を作って矢を飛ばしたり、ゴム鉄砲でもよく遊んだが、「やるな」と大人から禁じられることを片っ端からやるため、復員してきたばかりの父親からはよく殴られて蔵に入れられたこともあった。
小学5年時には白黒テレビを所有するなど裕福な家で、金曜日の夜8時になるとテレビを表に出し、力道山とシャープ兄弟が闘うプロレス中継を見るために、近所から約30人が集まった。
何不自由ない少年時代を送り、中学卒業後は飯能高校に進学。同級生には後に大洋の4番を打つ松原誠がいたが、新井は「団体競技はどうも性に合わない。ミスしたことが全体の責任になったりするし、相手に迷惑をかけるのも嫌だし」という理由で野球部に興味を示さず、帰宅部を選択。
高校卒業後は東洋大学法学部法律学科に入学し、「司法試験を受けて弁護士にでもなろうかな」と思っていたが、新入部員の勧誘を見て回っている時にゴルフ部を見つけ、「これなら楽そうでいいな」と思って入部を決めた。母に相談すると「4年間ちゃんと続けるならいい」との返事があり、飯能市議会議員になっていた父と共に、池袋の西武百貨店にゴルフクラブを買いに出かけ、ミズノゴールドメダルのハーフセット、靴、ゴルフバッグと5万円近くを購入。
当時の東洋大ゴルフ部は4年生3人、3年生4人、2年生6人という構成で、そこに26人の新入部員が加わったが、5月のトレーニング合宿で半分に減ると、ゴルフ経験者はPL学園出身の一人だけで、後は全員初心者であり、合宿ではマラソンとか腕立て伏せなどクラブをまったく持たないハードなトレーニングのみとなる。連日の朝練習のために飯能に下宿し、西武池袋線経由で巣鴨へ行って神社の階段上りなどのトレーニングをしてから、近くの練習場で1時間100発を打ち、それから文京区白山の校舎まで通った。
放課後も帰りに練習してから帰宅するという生活を送ったが、ゴルフ部の新入生に対するコースデビューのさせ方は無茶苦茶なもので、コースの回り方も知らないうちに筑波CCを回るというものであった。そのために最初のハーフが72、後半のハーフは68と、とんでもないスコアになってしまい、ドッグレッグの10番で、右にいきなり3発OBと、途中でボールがなくなった。この時の体験があまりに悔しかった新井は先輩に「コースに連れていってください」と頼み込むが、戸田で回った2ラウンド目でいきなりハーフ40台が出て、その後は50をまったく打たなくなってしまう。大器の片鱗を見た先輩達はそれからゴルフを教えてくれなくなったが、教わったのはグリップとアドレスくらいであった。元々球は飛んでいた新井は上達のスピードを一気に上がっていき、曲がりが落ち着いてくると更に面白くなり、コースを回る回数も増えていった。
2年次の夏合宿からは30台が出るようになり、この頃からすでにドライバーがマグレガーのターニー、アイアンがスポルディングとクラブは上級者用に一新されていた。ドライバーが曲がるため全部スプーン（3W）で打っていたため、それでスコアがよくなった。
3年次には日高CCの会員権を買ってもらい、嵐山ゴルフ練習場では午前中は客が全くいないのをいいことに毎日1000発打っていたが、客が来るのが昼過ぎで夜になって10人くらいという環境が、新井の実力をアップさせていった。日高CCのメンバーになると、東京GCから移籍してきた所属プロの市川実が一緒にラウンドしてくれるようになった。すでにプロ入りも視野に入り始めるが、「4年間ゴルフを続ける」という約束の下にクラブを買ってもらった経緯もある上、ゴルフ部の部長はフランス語の教授で「4年までゴルフ部にいたら、フランス語初級の単位をやる」と縛りをかけられていたため、中退はしなかった。
4年次にはすでに同級生の就職が決まりかけていた頃、新井は「プロになりたい」と父に懇願するが、後を継がせることを考えており、飯能市役所に入ることを願っていた父に大反対される。新井は「そこを何とか、1回だけ」と拝み倒し、日高CCの研修生になることを許される。
霞ヶ関、東京、武蔵、狭山、日高、高根、高坂、嵐山と名門の研修生ばかりが名を連ねていた当時の埼玉地区の上位3人のみが決勝大会に出られるという条件で、新井は1、2次ともトップで通過。楽々と1967年春のプロテスト本選へと駒を進めたが、当時は1日で2ラウンドで150ストロークが合格ラインであり、場所は鎌ヶ谷CCであった。
新井曰く「後輩たちも応援に来てくれたから、なんだか大学の試合に出てるみたいで緊張しなかった」が、前半のラウンドは75で、午後も同じスコアならギリギリで合格という状況に追い込まれ、更に出足のパー5で7ということになると、新井は負けん気になって回った。それでも、その後はしっかり2バーディを奪いパープレーで3ストロークの余裕を持って最終ホールを迎え、「3パットできるな」と思った新井は本当に3パットしてボギーとなり、それでも余裕を持っての合格となった。
当時の新井は7人目の学士プロと少数派であったが、ゴルフ部で縦社会を経験したことから先輩には全部自分から挨拶したおかげか、怖いといわれる先輩ほど面倒を見てくれたため、先輩プロからいじめに遭ったことは一度もなかった。
2年目の1968年には本領を発揮し、関東プロ2位、関東オープン8位と公式戦で好成績を挙げる。更に総武CCで行われた日本オープンは河野高明に優勝こそ譲ったが、ブルース・デブリン（ オーストラリア）らと並んで2位に食い込んだ。私生活では1971年に結婚するが、オフとなる冬季期間中は日本は寒いため、トレーニングがてらアメリカに行った。そこで「日本のスポンサー枠でツアーに出られる」と聞き、それからは冬季は毎年回るようになった。
1972年の東海クラシックで最終日に河野とチャールズ・クーディ（アメリカ）との争いになり、河野が16番ショートホールで左崖下に落として懸命のリカバリーを試みるも6打を叩き、新井がプロ6年目にして初のタイトルを得た。通算13アンダーで逆転初優勝の同大会で、妻の操から勧められてトレードマークのチロリアンハットを被り始めると、個性派として輝き始め、かつらメーカーのアデランスと契約して「大丈夫ですよ」のCMで一躍お茶の間の人気者にもなった。
1973年にはパナマオープンで初日を首位のビセンテ・フェルナンデス（ アルゼンチン）と2打差の69、6位でスタートし、コロンビアオープンでは初日を首位のトニー・ジャックリン（ イングランド）と2打差の67、3位でスタートしたが、2日目には8位に後退。
1979年、1980年、1981年と3年連続で全日空札幌オープン2位となり、1979年はグラハム・マーシュ（オーストラリア）、初日6アンダー首位の1980年は杉原輝雄、1981年は倉本昌弘の2位であった。
1982年から1984年にかけて3年連続で賞金ランキング4位に入り 、1982年には名称変更して最初のペプシ宇部を通算11アンダーで優勝し、1983年のくずは国際では杉原、デビッド・イシイ（アメリカ）との三つ巴のプレーオフを制す。
1983年からはアメリカツアーに春先を中心に年数試合参戦していたが、成績は半数以上が予選落ちで、良くて30位台であり、アメリカツアーで勝負をするというよりも日本がオフシーズンの間に実戦でトレーニングを積むという色合いが強かった。
1983年の中日クラウンズでは初日6位タイで迎えた2日目、午前中から風が吹き荒れる中でも安定したプレーで、4バーディ、ノーボギーの66、通算6アンダーで単独トップに立つ。朝から強風が吹き荒れた3日目は12番から3連続ボギーを叩くなど、インで大きくスコアを崩し失速し、74の通算2アンダーでスコット・シンプソン（アメリカ）に首位の座を明け渡す。最終日は結局通算イーブンでイシイ、陳志明（中華民国）と並び、大会史上初の3人によるプレーオフへ突入。2ホール目の17番でイシイは左バンカーからボギーを叩き脱落し、陳も同じ左のバンカーから3mにつけ、パーをセーブ。新井は右13mに乗せて70cmまで寄せたが、それを外してしまい痛恨のボギーに終わり、陳の優勝が決まった。
1983年にはワールドカップ日本代表に選出され、団体では藤木三郎とのペアでレックス・コールドウェル&ジョン・クック（アメリカ）、テリー・ゲイル&ウェイン・グラディ（オーストラリア）、デイブ・バー&ジェリー・アンダーソン（ カナダ）、エイモン・ダーシー&ローナン・ラファティ（ アイルランド）に次ぐと同時にエドアルド・ロメロ&アダン・ソーヴァ（ アルゼンチン）、ルイス・アレバロ&フアン・ピンゾン（ コロンビア）、ブライアン・ウェイト&ゴードン・J・ブランド（ イングランド）、プリシロ・ディニス&フレデリコ・ジャーマン（ ブラジル）を抑え、マニュエル・ピネロ&ホセ・マリア・カニザレス（ スペイン）と並ぶ5位タイと健闘。
1984年のミズノオープンでは通算9アンダーで尾崎直道・三上法夫・中嶋常幸・山本善隆・藤木・謝敏男（ 中華民国）・杉原・前田新作・鈴村照男・河野を抑えて優勝し 、同年の群馬オープンでは通算6アンダーで4年ぶり3度目の同大会優勝を飾った。
1985年のビング・クロスビー・ナショナルプロアマは予選の3日間はそれぞれ違うコースでプレーし、最終日はペブルビーチで戦うという形であり、1月31日の初日はスパイグラスヒルを1オーバーの73で回って21位に着けると、ペブルビーチでの2日目に躍進。前半のインをパープレーで折り返すと、後半のアウトでは1、2、3、5、6番でバーディー。この時点で通算4アンダーとして首位に並び、9番はバンカーに入った2打目が目玉になってしまうという不運でダブルボギーを叩くが、それでも通算2アンダーは3打差5位の好位置に着けた。3日目はサイプレスポイントで71をマークし、首位のマーク・オメーラから3打差の3位に浮上した。ペブルビーチが舞台の最終日では1番でボギーが先行したものの、3、5番で長いバーディーパットを沈め、6番パー5では3打目をピタリと寄せて3個目のバーディーで首位のオメーラを捕えた。ここからはバーディーが来ない我慢のゴルフとなるが、他の上位陣も停滞。13番では下りの短いパットを外してボギーを叩き一歩後退したが、それでも優勝が狙える位置であることには変わりなかった。初体験の緊張感の中で　14番以降はパーを重ね、通算4アンダーで72ホールを戦い終えた。オメーラも終盤パーを続けて1打差は最後まで詰まらなかったが、カーチス・ストレンジ、ラリー・リンカーと並んでの1打差2位タイに入り、ホールアウト後にはクロスビーの妻・キャサリンに健闘を讃えられた。
「ジャパニーズ・ハットマン」の活躍は全米のゴルフ雑誌でも大きく取り上げられ、これで自信を得たのか、新井は翌月のUSF&Gクラシックでもセベ・バレステロス（スペイン）、ピーター・ジェイコブセン、ジョン・マハフィーに次ぐ6位と好成績を残している。
1986年の日本シリーズでは2日目に通算9アンダーで単独首位に立つが8位 、大京オープンは尾崎健夫とのプレーオフで破れて2位であった。
シード制施行以来、最も不振なシーズンでも1975年の21位と安定して上位に名を連ねていたが、1987年は「シード枠が60位まで広がったというのに、それも危うい」といわれるほどのピンチが続いた。「タフマン」といわれるほど例年シード選手の中では最も試合消化数の多い新井であったが、同年はツアー競技29試合で8月に3試合ほど欠場したほか、春先はブリヂストン阿蘇からフジサンケイまで4試合連続予選落ちを初め、日本オープン、日本プロなどメジャー・トーナメントも落選し「体調も特別悪いところはないのに、どうしてなのか」と自分でも首をかしげていた。太平洋クラブマスターズではそれまでの鬱憤を晴らすかのように最後まで優勝争いに食らいついて3位でシード確保のメドが立ったが、過去6年間で確実に2000万円を超えていた獲得賞金が、同年は1500万円であった。同年頃からスウィング改造に取り組み、バックスウィングで左踵を上げて、フィニッシュでは対照的に右踵を上げる独特のスウィングを身につけた。
1973年に日本オープンで、1989年に三菱ギャラン、NST新潟オープンでアルバトロスを達成。国内男子ツアーでの通算3度、同一年2度のアルバトロス達成者は共に新井だけであり、“アルバトロス男”の異名を持っている。
1回目の日本オープンはやや打ち下ろしの2番パー5、2打目は5番ウッドで、グリーンから“入った”という声と拍手が聞こえるほどのナイスショットであった。思い切りのよい攻めのロングヒッターは、この会心の一打で上位争いに加わり、最終日に最終組の3組前から7位に食い込んだ。
2回目の三菱ギャランは、初日の18番に520ydのパー5で残り170ydを3番アイアンで放り込んだ。右ドッグレッグホールで手前池の横長グリーンであったが、新井はスタンドで見ていたギャラリーから“手前から入ったよ”と聞いて快挙を知った。同日はスタート前の早朝に、インスタートの中尾豊健が18番でアルバトロスを出しており、快挙はコース中に伝わって、新井の耳にも入っていた。午後にその同じ18番でアルバトロスの新井は、一日に2つ目の快挙達成者として胸を張ってホールアウトし、記者に囲まれた。中尾の快挙を聞いたコースのオーナーがその直後、特別賞として50万円を贈ることを発表し、その数時間後に新井が2発目を出したが、オーナーは新井にも50万円を贈った。
3回目のNST新潟オープンは、最終日の9番パー5で、5番ウッドの2打目を放り込んだ。手前にクリークが流れる打ち上げのホールで、ツアー最多記録に刻まれる、3回目の快挙であった。
1994年の中日クラウンズでは2日目に65のベストスコアをマークして5位タイに急浮上し、最終的には牧野裕・奥田靖己と並ぶ8位タイに終わった。
1998年のブリヂストンオープンを最後にレギュラーツアーから引退し、1999年に所属をアデランスから日高CCに移すと、2011年には顧問に就任。長年の経験を生かし、コースの改造やイベントへの協力などを積極的に行っている。
2003年のアサヒ緑健TVQシニアではプレーオフで中村通に破れ惜しくも2位、2004年はシニアツアー競技全6試合に出場し、日本プロシニアで9位に入るも賞金ランクは36位と振るわなかったが、2005年はシニアツアー競技全試合に出場して予選落ちは日本プロシニアの1試合だけであった。
2016年にはプロ生活50周年を祝う記念大会が催され、クラブハウスに新井の歩みをまとめたパネルや優勝トロフィー、愛用のクラブやボール、帽子などが展示された。プレー終了後に開かれた表彰式では、同倶楽部から新井へ祝儀や花束の贈呈、新井から入賞者への賞品が手渡されたほか、プロ生活を支え続ける妻の操へ新井から花束が贈られた。
青木功・金井清一・鷹巣南雄とは、親友の間柄である。

## 主な優勝

### レギュラー
- 1972年 - 東海クラシック
- 1976年 - 長野県オープン
- 1978年 - アサヒトーイ大橋巨泉インビテーショナル、群馬県オープン
- 1980年 - 白竜湖オープン、群馬県オープン
- 1981年 - 美津濃ゴルフ
- 1982年 - ペプシ宇部、デザントカップ北国オープン、埼玉オープン
- 1983年 - くずは国際、富山県オープン
- 1984年 - 美津濃ゴルフ、名球会チャリティゴルフ、群馬オープン
- 1985年 - 名球会チャリティゴルフ
- 1986年 - アサヒビール大橋巨泉ゴルフ
- 1993年 - 名球会チャリティゴルフ

### シニア
- 1993年 - マルマンシニア